# Mengwe
Mengwe è una circoscrizione rurale (rural ward) della Tanzania situata nel distretto di Rombo, regione del Kilimangiaro. Conta una popolazione di 5 277 abitanti (censimento 2012).